# Cromeleque de Amantes 2
O Cromeleque de Amantes 2 é um grupo de dez menires situado no município de Vila do Bispo, na região do Algarve, em Portugal.

## Descrição e história
O monumento está situado no cume de uma colina, a cerca de 72 m de altitude, nas imediações da Ribeira da Zorreira, a 250 m do Monte dos Amantes, no sentido Sudeste, e a cerca de 1,8 Km da sede do concelho. Consiste num agrupamento de dez menires em calcário branco, provavelmente esculpidos no período neo-Calcolítico, e que foram organizados sensivelmente na forma de elipse, no sentido de Nordeste para Sudoeste, tendo o eixo menor cerca de 42 m. Os menires apresentam formas elípticas e subcilíndricas, e tinham entre 0,7 m e 3 m de altura.
Faz parte de um grupo de monumentos megalíticos situados nas proximidades, conhecido como Conjunto de Menires da Vila do Bispo, que inclui igualmente os os exemplares de Amantes 1, Pedra Escorregadia, Casa do Francês, e Cerro do Camacho.
Em 6 de Dezembro de 1979, o Serviço Regional de arqueologia da Zona Sul lançou uma proposta para a classificação dos conjunto dos menires, e em 6 de Junho de 1983 a Comissão Nacional Provisória de Arqueologia emitiu um parecer onde defendeu a sua classificação como Imóvel de Interesse Público. O despacho de homologação foi publicado em 6 de Julho de 1983 pelo Secretário de Estado da Cultura. Porém, o processo ficou em suspenso até Setembro de 2010, quando a directora regional de cultura do Algarve, Dália Paulo, anunciou que tinha intenções de terminar o processo para a classificação de dezassete imóveis da região até ao final do ano, que já tinham sido homologados como de Interesse Público ou nacional, mas que faltava ainda o parecer final do Instituto de Gestão do Património Arquitectónico e Arqueológico, e a sua publicação em Diário da República. Entre os vários monumentos que iriam ser abrangidos por esta medida incluiam-se os cromeleques de Amantes 1 e 2. Esta decisão foi apoiada pelo presidente da Câmara Municipal de Vila do Bispo, Adelino Soares, que considerou que iria desenvolver «o valor megalítico do concelho», tendo igualmente informado que naquela altura estavam a serem inventariados outros agrupamentos de menires pelos serviços do município e pela Direcção Regional de Cultura, e que no futuro poderia ser organizado um roteiro megalítico, caso fossem melhorados os acessos.

## Leitura recomendada
- VICENTE, Eduardo Prescott; MARTINS, Adolfo António da Silveira (1979). «Menires de Portugal». Ethnos (8). Lisboa. p. 107-138